# Rhaphotittha levis
Rhaphotittha levis är en insektsart som beskrevs av Karsch 1896. Rhaphotittha levis ingår i släktet Rhaphotittha och familjen gräshoppor. Inga underarter finns listade i Catalogue of Life.